# Вікторія Онетто
Вікторія Онетто (ісп. Victoria Onetto; нар. 26 червня 1971) — аргентинська телевізійна акторка.

## Біографія
Народилась Вікторія 26 червня 1971 року (відповідно до даних на офіційному сайті акторки) в столиці Аргентини Буенос-Айресі.

## Кар'єра
Вікторія Онетто активно знімається в теленовелах, працює у театрі та на телебаченні. Українським телеглядачам відома завдяки ролі Ліни подруги Мілагрос в аргентинському телесеріалі «Дикий ангел».

## Особисте життя
В 2010 році вийшла заміж за аргентинського музиканта та продюсера Хуана Бласа Кабальєро. У подружжя зростає донька Єва.

## Цікаві факти
- Акторка вільно володіє іспанською та англійською мовами[3].
- Зріст Вікторії Онетто становить 166 см[4].

## Нагороди
- 2011 — номінована на премію Martin Fierro 2011 як найкраща актриса в серіалі Botineras
- 1996 — номінована на премію Estrella de Mar

## Вибрана фільмографія
- 1986 — Chicas Y Chicos
- 1992 — Princesa
- 1993 — Buena Pata
- 1994 — Alta Comedia
- 1995 — Nueve Lunas
- 1996 — Gino
- 1997 — Poliladron
- 1998-1999 — Дикий ангел
- 2000 — Tiempo Final
- 2004 — De la cama al living
- 2008 — Rosa, Violeta, Celeste
- 2010 — Botineras
- 2011 — Cuando me sonreís
- 2013 — Solamente vos
- 2014 — Quien mató al bebe uriarte